# Афрасиаб (городище)
Афрасиа́б (иногда пишется как Афросиа́б, Афросияб или Афрасияб; узб. Afrosiyob / Афросиёб) — древнее городище площадью более 200 га, ныне — скопление желто-серых лёссовых холмов в северной части современного города Самарканд. Афрасиаб является руинами древнего Самарканда. В XVII веке руины получили своё название в честь мифического царя Турана Афрасиаба, одного из легендарных героев поэмы персидского поэта Фирдоуси «Шахнаме».

## Историческая справка

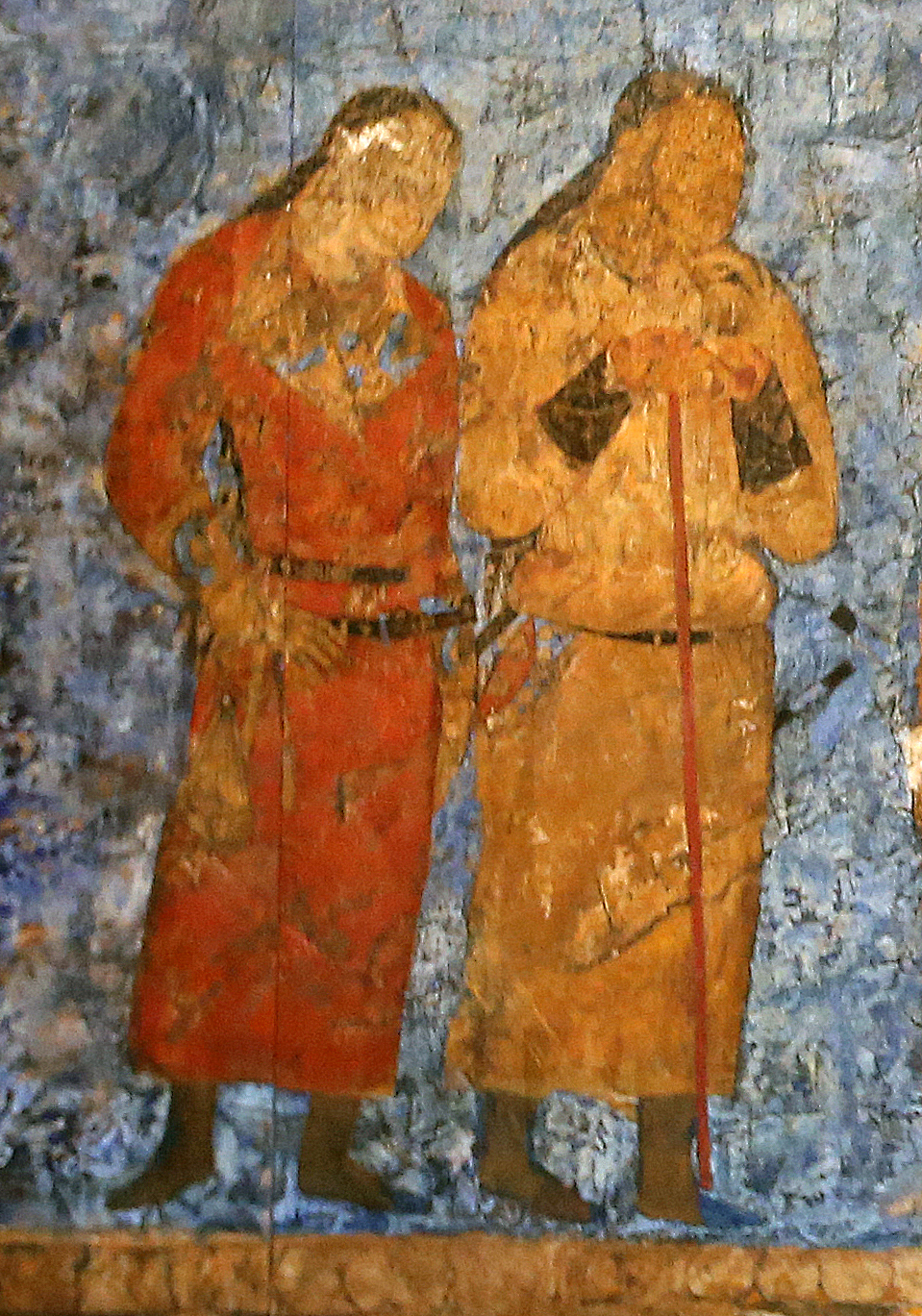
Тюркские чиновники в живописи Афрасиаба, 650 год

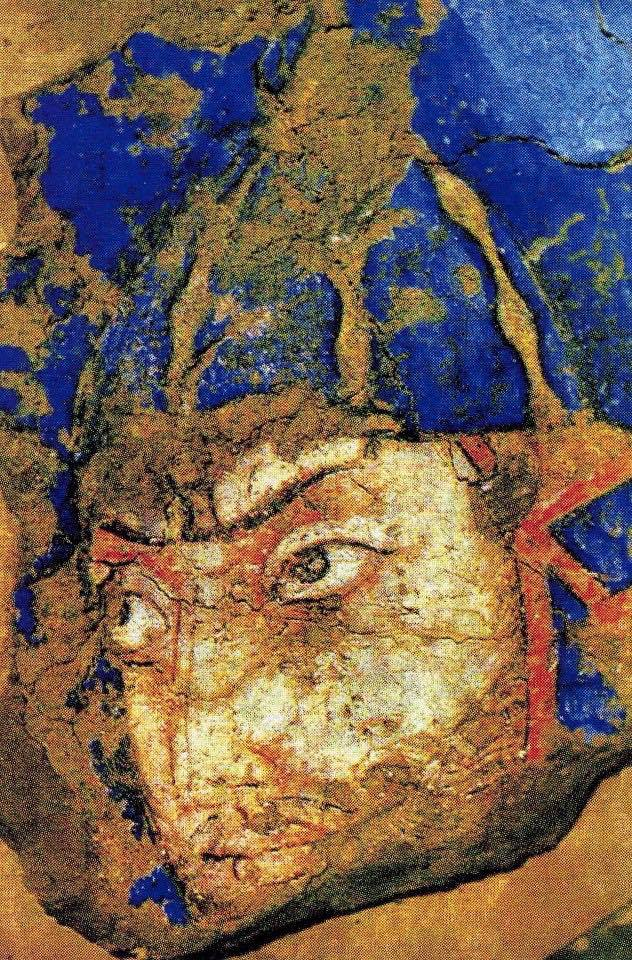
Изображение воина в настенных росписях Афрасиаба, VII век

Археологические исследования на Афрасиабе начали производиться с 1870-х годов вскоре после завоевания Средней Азии Россией.
Археологические исследования подтвердили, что за несколько веков до начала нашей эры Самарканд являлся одним из крупнейших торговых и культурных центров Средней Азии. Город Марканда с севера и востока был защищён обрывами речных протоков, а с юга и запада — глубокими оврагами.
На городище были найдены образцы глиняной орнаментированной посуды, терракотовые статуэтки, фрагменты оссуариев, изделия из стекла, различные орудия труда, женские украшения, монеты.
Было установлено, что город пересекался прямыми мощёными улицами и делился на кварталы — гузары, был обнесён мощными оборонительными стенами, внутри которых находилась цитадель, жилые дома и ремесленные мастерские.
Например, во вскрытых зданиях, датированных VI—VII веками, стены были украшены высокохудожественной росписью, выполненной яркими клеевыми красками по глиняной штукатурке. В одном из помещении были обнаружены своеобразные жанровые картины, которые располагаются на стенах в три яруса. На них было изображено шествие мужчин и женщин в праздничных нарядных костюмах в сопровождении реальных и фантастических животных, несущих богатые дары.
На стенах дворца правителя города была обнаружена большая композиция, изображающая шествие, возглавляемое фигурой на белом слоне, которая, по-видимому, изображала принцессу или царицу. Хорошо сохранилось изображение одной из трёх женщин, следующих в процессии на конях. Одета она в короткое красное платье, желтые шаровары и черные сапожки, её руки украшены браслетами, а через плечо перекинут шарф. За женщинами изображены двое мужчин на верблюдах, вооружённые длинными прямыми мечами и короткими кинжалами. По-видимому, здесь изображается свадебное шествие: на слоне к своему жениху во дворец направляется принцесса в сопровождении подруг и важных сановников. Также на Афрасиабе, например, был большой зал отделанный деревянными скульптурами, обуглившимися от пожара, погубившего город тринадцать веков назад. По мнению Л. И. Альбаума, самая многочисленная группа фигур на западной стене афрасиабской живописи представляет собой изображение тюрок. При раскопках также были найдены барельефы пейзажного характера.
Во времена господства Ахеменидов город был окружен высокой массивной стеной с внутренними коридорами и башнями.
В IX—X веках, когда Самарканд стал одним из культурных центров исламского Востока и первой столицей династии Саманидов, в западной части Афрасиаба был построен величественный дворец саманидского царя. К X веку площадь внутренней части города достигла 220 га. К югу от него размещался пригород с базарами, мечетями, банями и караван-сараями. В городе был построен водопровод из свинцовых труб и было налажено производство китайской бумаги.
В XI—XIII веках Самарканд стал столицей государства западных Караханидов и был окружён новыми защитными стенами. В XII веке в Самарканде караханидом Ибрагим ибн Хусайном (1178—1202) был построен дворец, который находился в нижней части цитадели. При раскопках были обнаружены фрагменты монументальной живописи. На восточной стене был изображен тюркский воин, одетый в желтый кафтан и держащий лук.
В начале XIII века Хорезмшах Мухаммед захватил Самарканд. В XIII веке государство Хорезмшахов было завоёвано Чингизханом, Самарканд был захвачен монголами и был разрушен, что привело к полному запустению городища на Афрасиабе.